# Robert Young (aktor)
Robert George Young (ur. 22 lutego 1907 w Chicago, zm. 21 lipca 1998 w Westlake Village, CA) – amerykański aktor filmowy i telewizyjny. Zagrał w ponad stu filmach. Znany jako Jim Anderson z serialu Father Knows Best i jako Marcus Welby z serialu Marcus Welby, M.D.. W 1972 roku otrzymał Złoty Glob dla najlepszego aktora dramatycznego za rolę w serialu Marcus Welby, M.D..

## Filmografia
Filmy
- 1931 – Grzech Madelon Claudet (The Sin of Madelon Claudet) jako doktor Lawrence Claudet
- 1934 – Dom Rotszyldów (The House of Rothschild) jako Henry Fitzroy
- 1934 – Tu rządzi humor (Hollywood Party) jako on sam (niewymieniony w czołówce)
- 1936 – Bałkany (Secret Agent) jako Robert Marvin
- 1938 – Trzej towarzysze (Three Comrades) jako Gottfried Lenz
- 1939 – Honolulu jako Brooks Mason / George Smith
- 1940 – Północno-zachodnie przejście (Northwest Passage) jako Langdon Towne
- 1941 – Western Union jako Richard Blake
- 1942 – Journey for Margaret jako John Davis
- 1943 – Slightly Dangerous jako Bob Stuart
- 1947 – Krzyżowy ogień (Crossfire) jako kapitan Finlay
- 1950 – The Second Woman jako Jeff Cohalan
- 1954 – Secret of the Incas jako Stanley Moorehead

Seriale
- 1954-1960 – Father Knows Best jako Jim Anderson
- 1965 - Doktor Kildare jako doktor Gilbert Winfield
- 1969-1976 – Marcus Welby, M.D. jako doktor Marcus Welby

## Nagrody
- Złoty Glob Najlepszy aktor dramatyczny: 1972 'Marcus Welby, M.D.'